# Panorpa planicola
Panorpa planicola är en näbbsländeart som beskrevs av George W. Byers 1993. Panorpa planicola ingår i släktet Panorpa och familjen skorpionsländor. Inga underarter finns listade i Catalogue of Life.